# روبرتو باسالتی
روبرتو باسالتی (اسپانیایی: Roberto Bassaletti‎؛ زادهٔ ۳ مهٔ ۱۹۸۳) بازیکن فوتبال اهل آرژانتین است.